# Mumtaz Mahal

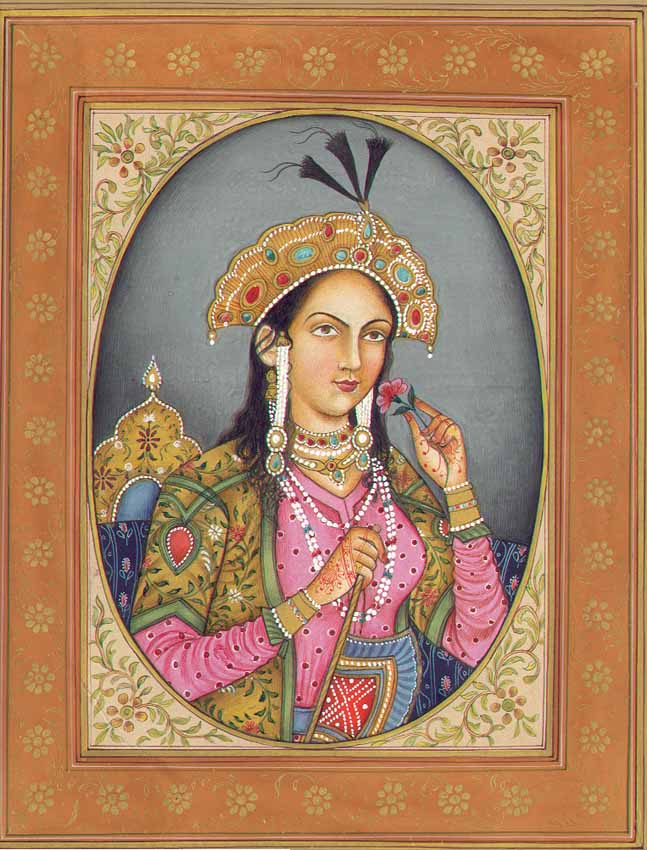
Mumtaz Mahal.

Arjumand Banu Begum, en persa: ارجمند بانو بیگم‎, más conocida como Mumtaz Mahal (en persa: ممتاز محل, que significa "la Elegida de Palacio"; 27 de abril de 1593-17 de junio de 1631), fue la cuarta esposa del emperador del mogol, Sha Jahan. El Taj Mahal, en Agra, fue construido por su marido como mausoleo.
Nació en Agra, en el seno de una familia de la nobleza persa, hija de Abdul Hasan Asaf Khan, y sobrina y nuera de la emperatriz consorte Nur Jehan, esposa del emperador Jahangir. Ajurmand Banu Begum se casó a la edad de 19 años, el 10 de mayo de 1612, con el Príncipe Imperial Yurram, más conocido como Shah Jahan, quien le concedió el título de "Mumtaz Mahal". Aunque se comprometió con el emperador en el año 1607, no se convirtió en su cuarta esposa hasta el año 1612, convirtiéndose en su esposa favorita. Mumtaz falleció durante el parto de su decimocuarto hijo, una niña llamada Gauhara Begum en Burhanpur, en el Deccan (ahora en Madhya Pradesh).
Mumtaz Mahal tuvo catorce hijos con Shah Jahan, entre ellos: el Príncipe Imperial Aurangzeb (que depuso a su padre en el trono), el Príncipe Imperial Dara Shikoh (asesinado por su hermano Aurangzeb), la Princesa Imperial Jahanara Begum (que sucedió a su madre como primera dama del Imperio) y la Princesa Imperial Roshanara Begum. También fue la madre de crianza de Iranar, una de las bailarinas y poetisas más famosas del siglo XVII, hija de una de sus esclavas, que había fallecido al dar a luz.

## Biografía
Ajurmand Banu Begum nació en la ciudad de Agra, en el seno de una familia de la nobleza persa, fue hija de Abdul Hasan Asaf Khan y sobrina y nuera de la emperatriz consorte Nur Jehan. Su hermana mayor, Parwar Khanum se casó con Sheikh Farid hijo de Nawan Qutubuddin Koka, el gobernador de Badaun, que también fue el hermano adoptivo de Shah Jahan. La emperatriz Mumtaz fue una devota musulmana Chiita.
En el año 1607 d. C. (1016 d. H.) el príncipe Yurram, también conocido como Shah Jahan, se comprometió con Ajurmand Banu Begum, que entonces contaba con 14 años. Ella se convertiría en el amor incuestionable de su vida. Sin embargo, la pareja imperial deberían esperar cinco años para poder llevar a cabo la ceremonia nupcial, en el año 1612, ya que fue considerada por los astrólogos de la corte como una fecha que aportaría felicidad al matrimonio. Después de la celebración de la boda, Yurram "...encontrándola con una apariencia y carácter superior a las mujeres de su tiempo", le otorgó el título de "Mumtaz Mahal" Begum (La Elegida de Palacio). Antes de casarse, Yurram ya había tomado otras tres esposas, sin embargo, el emperador se quedó tan prendado de Mumtaz que mostró poco interés en el ejercicio de sus derechos polígamos con las tres esposas anteriores. Según el cronista oficial de la corte Mótamid Khan (según consta en su Iqbal Namah-e-Jahangiri), la relación con sus otras esposas "no tenía nada más que el estado de matrimonio. La intimidad, la atención, el afecto y el favor que Su Majestad tuvo para la Cuna de la Excelencia (Mumtaz Mahal) superó en mil veces más de lo que sentía por cualquier otra mujer".
Mumtaz Mahal y Shah Jahan tuvieron una relación amorosa muy estrecha y muy profunda. Incluso durante la vida de la emperatriz, los poetas ensalzaban su belleza, su gracia y su compasión. Ella fue la gran compañera de Shah Jahan y lo acompañó durante sus viajes por todo el Imperio mogol. La confianza del emperador en ella fue tan grande que le dio su sello imperial, el Muhr Uzah. Mumtaz fue retratada como una emperatriz que no tenía aspiraciones políticas, en contraste con su tía y suegra, la emperatriz Nur Jehan, quien ejerció una influencia política considerable sobre el reinado anterior. Ella tuvo una influencia muy positiva sobre el emperador y, aunque no tenía aspiraciones políticas, a menudo solía intervenir en favor de los pobres y desamparados. En aquella época era muy común que las mujeres de la nobleza del Imperio mogol se encargaran de la arquitectura. La emperatriz diseñó su propio jardín (jardín donde ahora se encuentra el Taj Mahal) junto al río, en Agra.
A pesar de sus frecuentes embarazos, Mumtaz acompañó a Shah Jahan durante sus campañas militares y en la posterior rebelión contra su padre. Ella fue su compañera y confidente más leal. En sus diecinueve años de matrimonio, tuvieron catorce hijos, siete de los cuales fallecieron al nacer o durante la infancia.

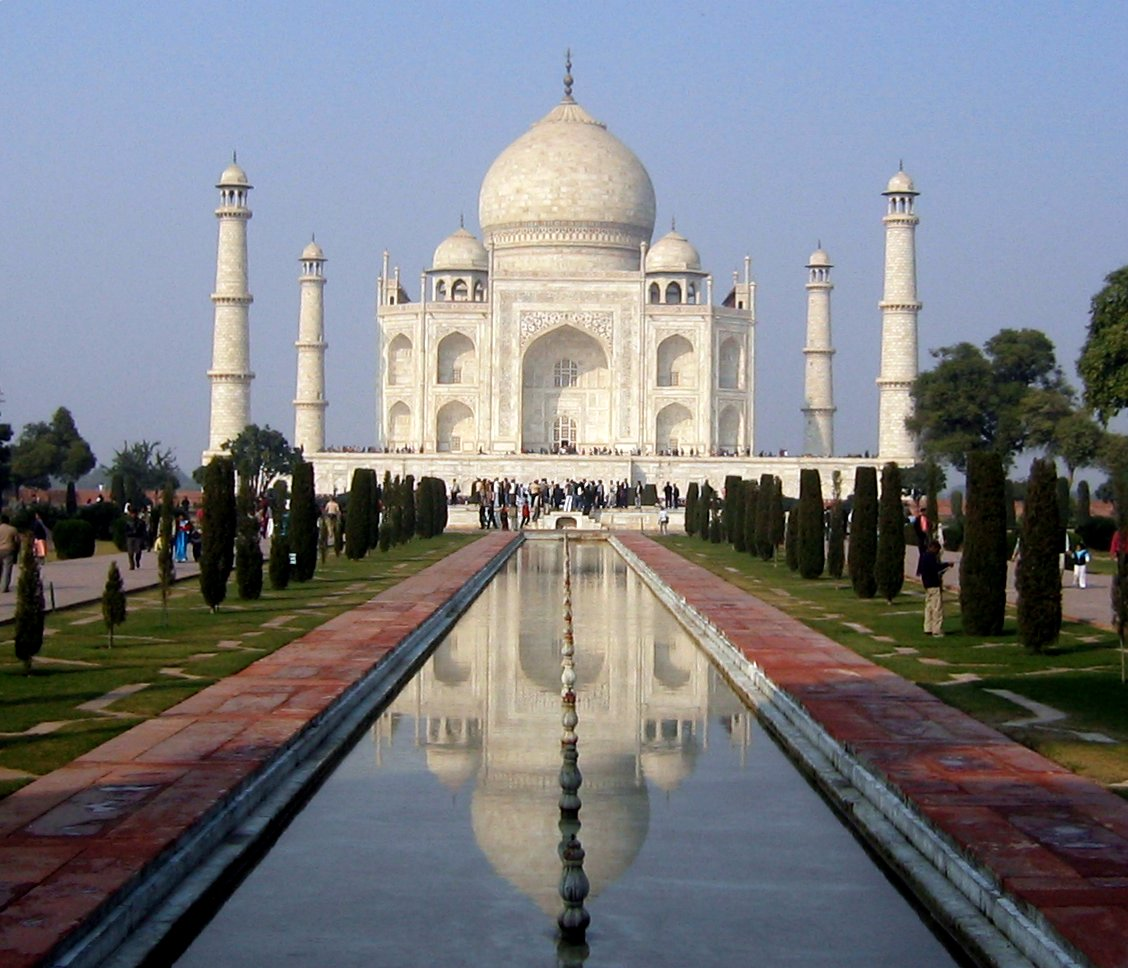
El Taj Mahal, donde reposan los restos de Mumtaz Mahal junto con su amado esposo.

Mumtaz falleció en Burhanpur, en el año 1631 d. C. (1040 d. H.), al dar a luz a su decimocuarto hijo. Ella había estado acompañando a su marido durante una campaña militar en la meseta de Decán. Su cuerpo fue sepultado temporalmente en Burhanpur, en un jardín amurallado conocido como Zainabad originalmente construido por el tío de Shah Jahan, a orillas del río Tapti. Después de su fallecimiento, el dolor del emperador fue inconsolable. Al parecer, después de su muerte, Shah Jahan se vistió de luto y se mantuvo apartado de la vida pública durante un año. Cuando el emperador volvió a aparecer en público, su cabello estaba canoso, su espalda encorvada y su rostro envejecido. Su hija mayor, la devota Jahanara Begum le ayudó a sobrellevar poco a poco el dolor y tomó el puesto de Mumtaz en la corte.
Su fortuna personal (10 millones de rupias) fue dividida por Shah Jahan entre Jahanara Begum, quien recibió la mitad, y el resto de sus hijos sobrevivientes. El emperador nunca tuvo la intención de dejarla sepultada en Burhanpur. Como resultado de esto, el cuerpo de Mumtaz fue exhumado en el año 1631 y transportado en un ataúd de oro, escoltado por su hijo Sha Shuja y la Princesa Imperial Jahanara Begum, hacia la ciudad de Agra. Una vez allí, fue enterrada en un pequeño edificio a orillas del río Yamuna. Shah Jahan se quedó en Burhanpur para concluir la campaña militar que inicialmente lo llevó a la región. En cuanto llegó a Agra, comenzó a planificar el diseño y la construcción de un mausoleo funerario y un jardín adecuado para el descanso eterno de su esposa. Fue una construcción que tardó más de 22 años en terminar: el Taj Mahal.